# Association intercommunale des services sociaux et de santé de Savonie du Sud
L'association intercommunale des services sociaux et de santé de Savonie du Sud (finnois : Etelä-Savon sosiaali- ja terveyspalvelujen kuntayhtymä, sigle Essote ou SOSTERI) est un district hospitalier de la région de Savonie du Sud.

## Présentation
Le district hospitalier de Savonie du Sud offre ses services de santé à environ 100 226  habitants.
En fin 2016, l'Essote employait 1599 personnes.

## Municipalités membres
La liste des municipalités membres est:
- Hirvensalmi
- Joroinen
- Juva
- Kangasniemi
- Mikkeli
- Mäntyharju
- Pertunmaa
- Pieksämäki
- Puumala

## Hôpitaux
Les établissements hospitaliers sont:
- Hôpital central de Mikkeli
- Hôpital de Moisio
- Hôpital universitaire de Kuopio